# Dražejov (Strakonice)
Dražejov je velká vesnice, část města Strakonice ve stejnojmenném okrese v Jihočeském kraji, která se skládá ze Starého Dražejova v okolí původní návsi a z Nového Dražejova podél silnice Otavská. Nachází se asi tři kilometry severozápadně od Strakonic. Dražejov leží v katastrálním území Dražejov u Strakonic o rozloze 5,69 km².

## Historie
První písemná zmínka o vesnici pochází z roku 1543.

## Obyvatelstvo
| Rok            | 1869 | 1880 | 1890 | 1900 | 1910 | 1921 | 1930 | 1950 | 1961 | 1970 | 1980 | 1991  | 2001  | 2011  | 2021  |
| -------------- | ---- | ---- | ---- | ---- | ---- | ---- | ---- | ---- | ---- | ---- | ---- | ----- | ----- | ----- | ----- |
| Počet obyvatel | 450  | 492  | 429  | 463  | 436  | 440  | 501  | 747  | 767  | 821  | 988  | 1 051 | 1 135 | 1 352 | 1 384 |
| Počet domů     | 64   | 68   | 71   | 75   | 79   | 79   | 94   | 189  | 189  | 216  | 253  | 324   | 353   | 439   | 486   |

## Obecní správa
Při sčítání lidu v letech 1850–1949 Dražejov byl samostatnou obcí v okrese Strakonice. Od roku 1950 je částí města Strakonice ve stejnojmenném okrese. V letech 1850–1949 k obci patřily Střela a Virt.

## Pamětihodnosti
- Kaplička na návsi (kulturní památka ČR)
- Přírodní rezervace Kuřidlo
- Přírodní památka Ryšovy (zasahuje do katastru Dražejova jen nepatrným zlomkem své rozlohy)

## Galerie

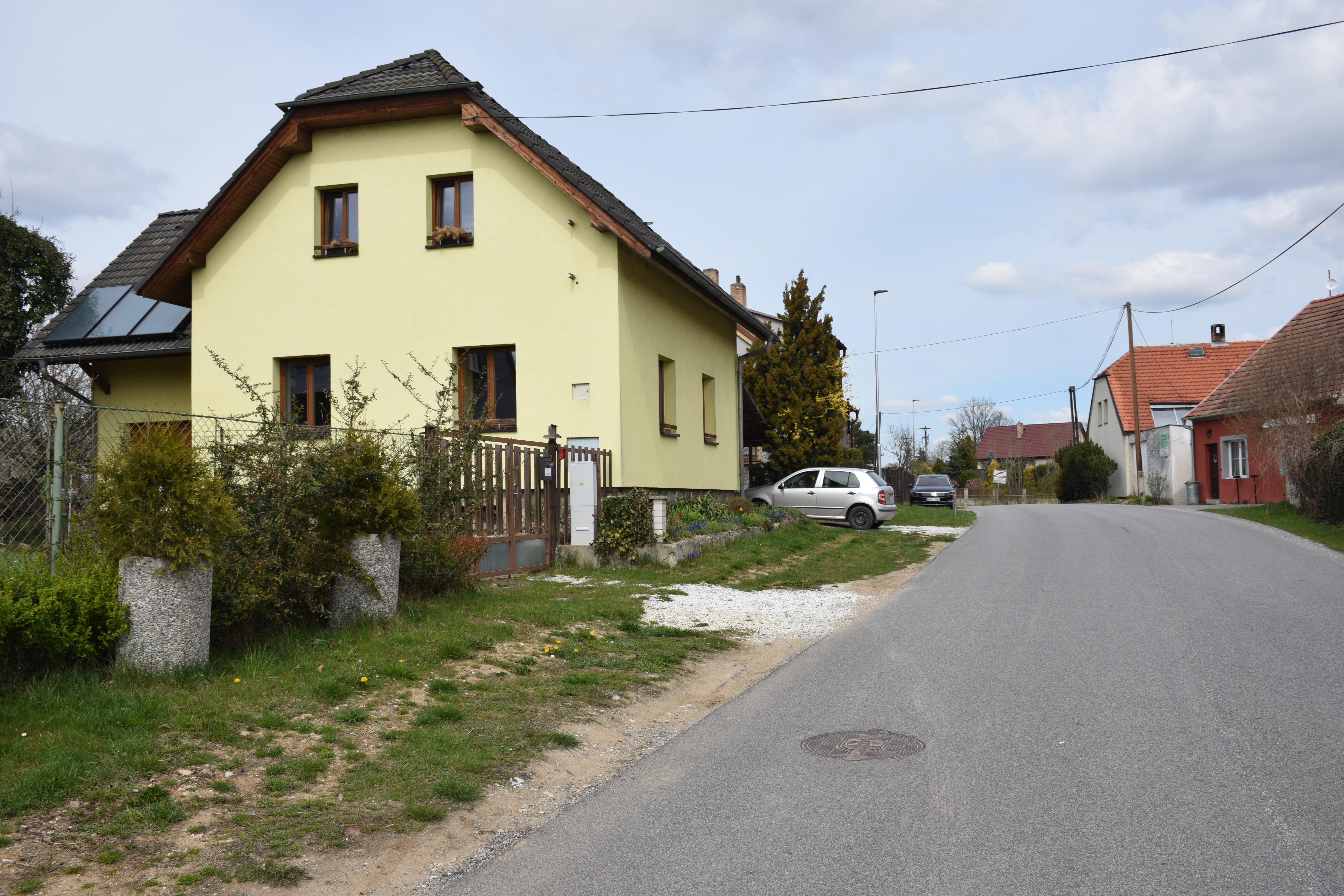
Budova
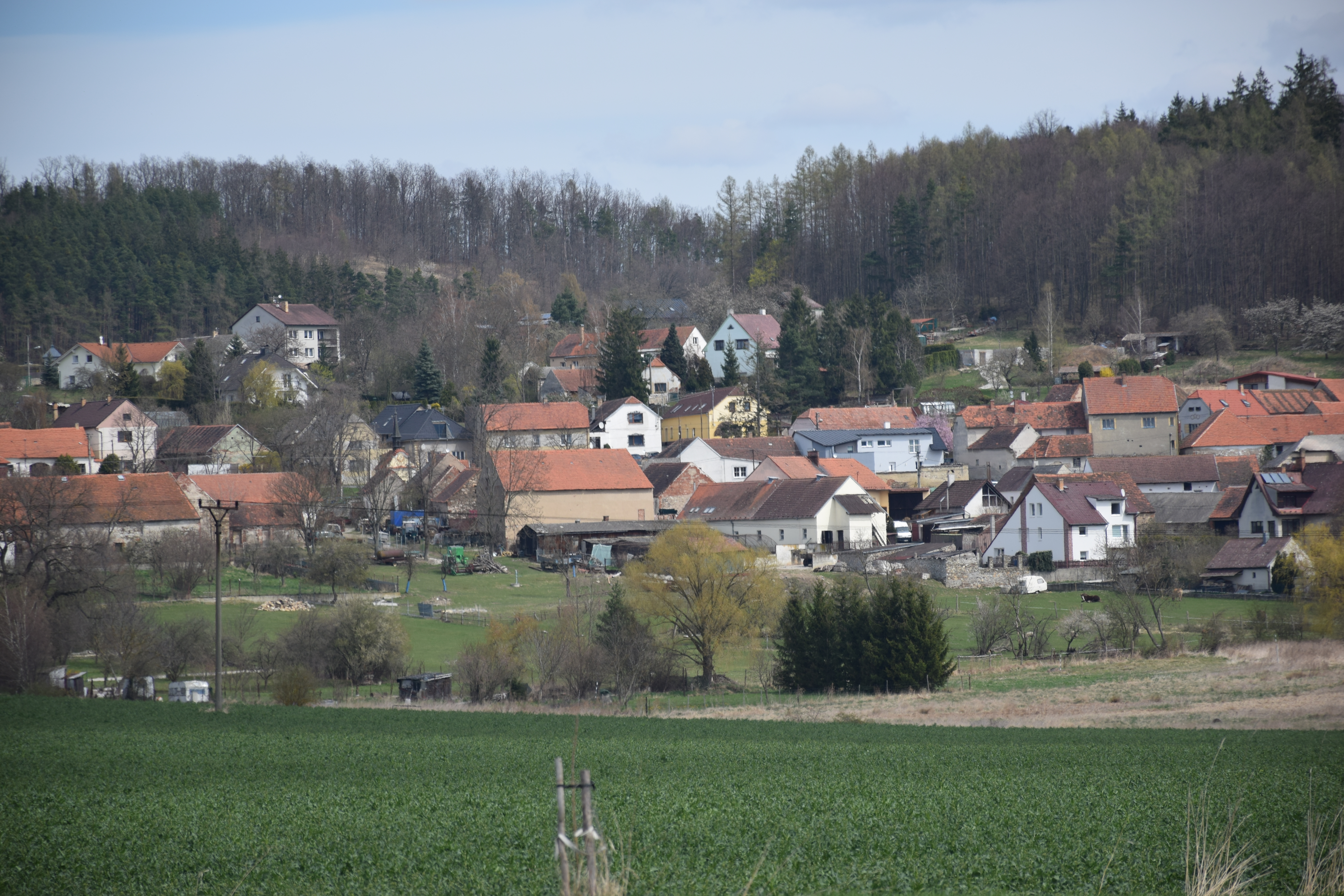
Pohled zdáli
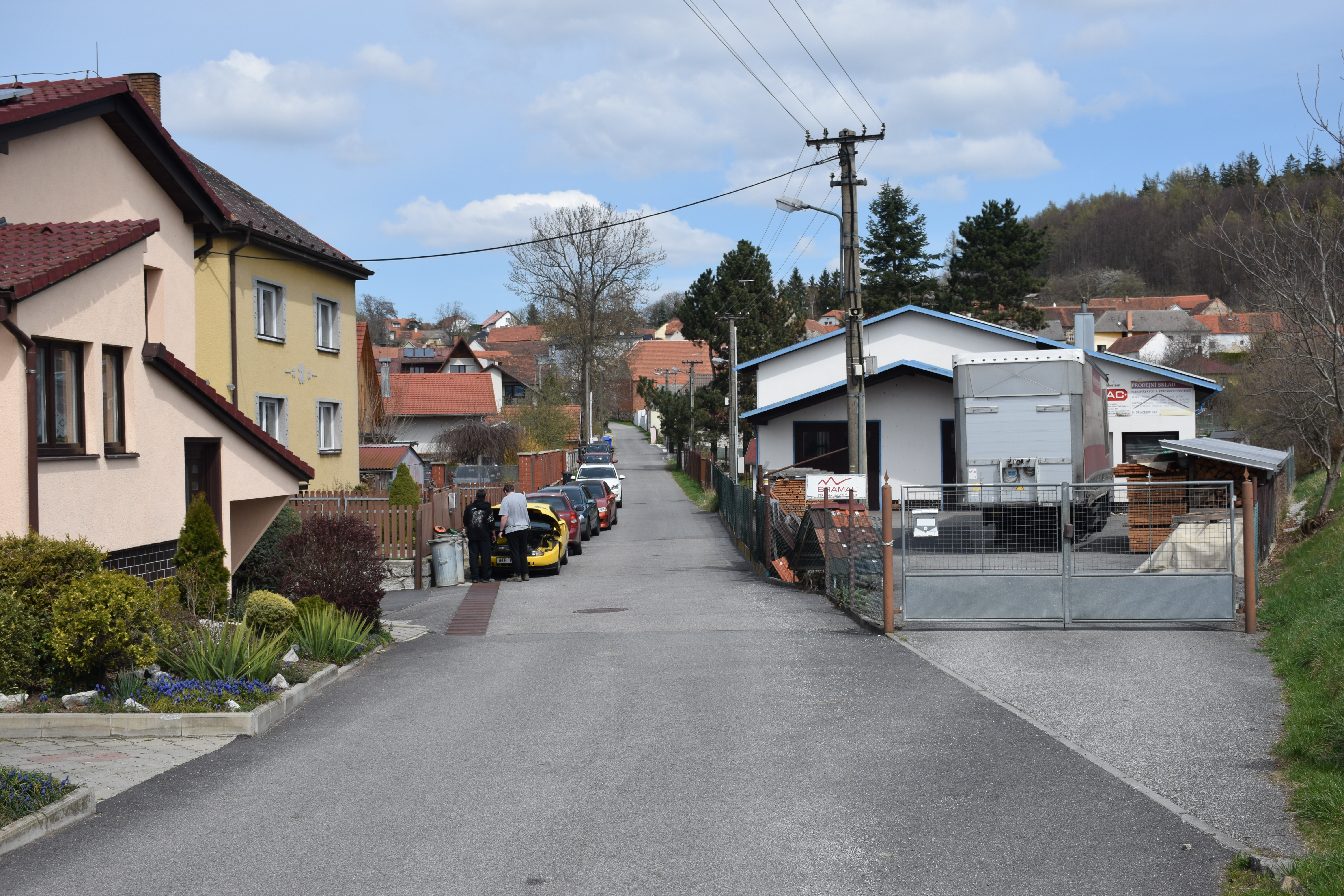
Ulice
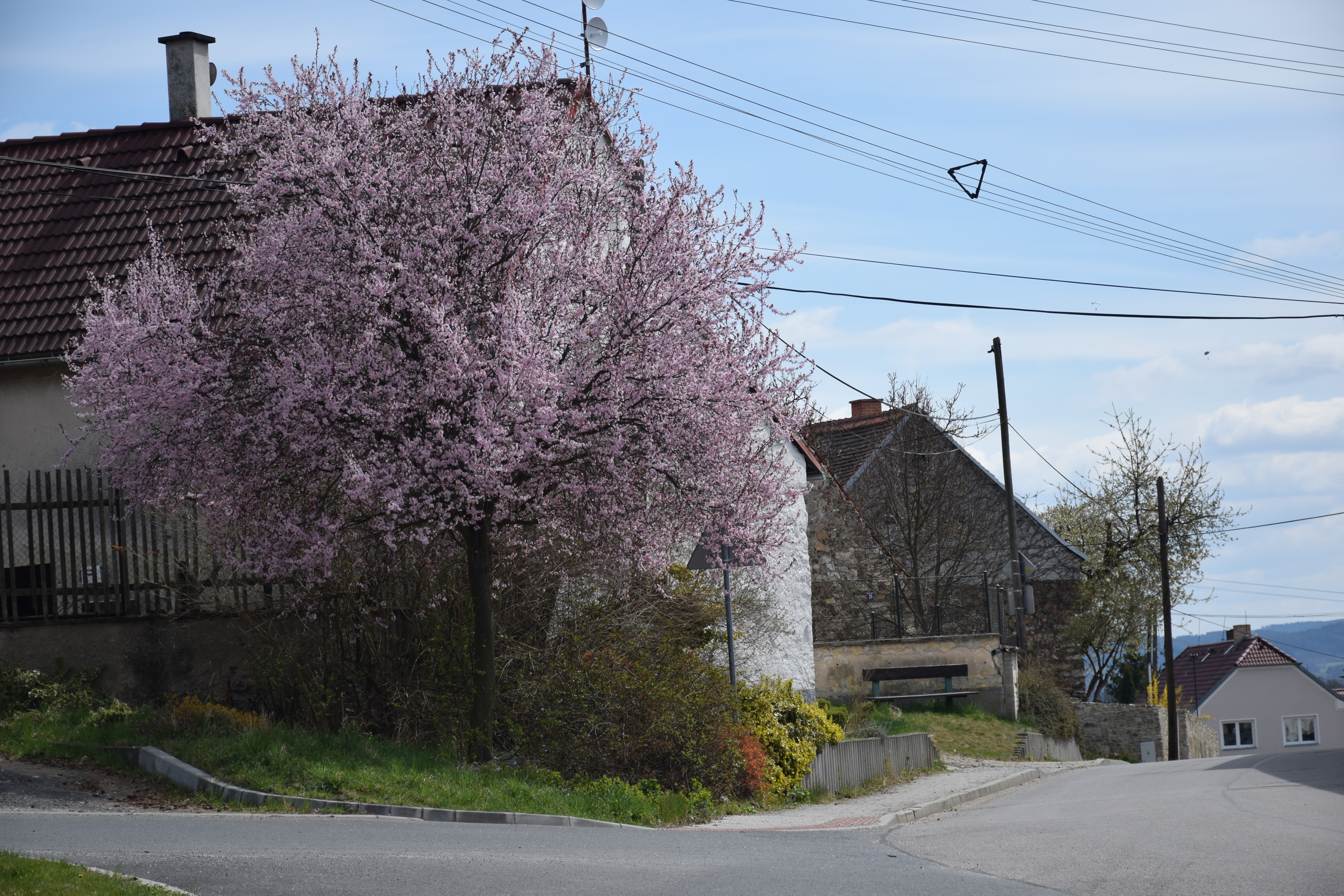
Kvetoucí strom